# Oreoleysera montana
Oreoleysera es un género monotípico de plantas con flores perteneciente a la familia de las asteráceas. Su única especie: Oreoleysera montana, es originaria de Sudáfrica.

## Taxonomía
Oreoleysera montana fue descrita por (Bolus) K.Bremer   y publicado en Bot. Not. 131(4): 450 (1978).
Sinonimia
- Leysera montana Bolus basónimo[3]